# Neila Medeiros
Neila Medeiros (Brasília, 24 de setembro de 1977) é uma jornalista, publicitária e apresentadora brasileira.

## Biografia
Formada em jornalismo no IESB, publicidade pela UNP e radialismo pelo Sindicato dos Radialistas do Rio Grande do Norte, Neila começou sua carreira, em Natal, como produtora em agência de publicidade. Iniciou sua carreira na televisão em 2001, atuando na TV Ponta Negra, afiliada do SBT, no Rio Grande do Norte, apresentando o Jornal do Dia. Em seguida, voltou para sua cidade natal, apresentando o programa Carreiras, na TV Justiça e depois voltando ao SBT, atuando como apresentadora do Jornal SBT Brasília. 
Sendo contemplada na categoria melhor âncora da TV de Brasília, com o Prêmio Engenho de Comunicação, seu desempenho à frente do SBT Brasília, fez com que tivesse mais destaque na grade jornalística do SBT, sendo que em meados de 2013, fosse convidada a apresentar eventualmente o SBT Manhã. O bom desempenho fez que ela fosse convidada para mudar para São Paulo, e apresentasse seu primeiro jornal em nível nacional, o SBT Notícias. Com o fim do programa ela apresentou as edições de sábado do SBT Brasil, e em janeiro o Jornal do SBT, cobrindo a licença maternidade de Karyn Bravo.
Em 6 de novembro de 2014, Neila Medeiros passa a apresentar o telejornal Notícias da Manhã depois da saída de César Filho para Record TV.
Em 10 de abril de 2015, foi anunciado o fim do telejornal e Neila assumiu a apresentação eventual dos demais telejornais da casa.
Em 24 de Junho de 2015, foi dispensada do SBT junto com o coordenador de afiliadas Renato Dilago e um dos chefes de redação, Marco Nascimento. 
Em 25 de Junho de 2015, sua demissão foi anulada e posteriormente a apresentadora teve seu contrato renovado. Neila retornou para Brasília e em 2016 volta ao comando do SBT Brasília. Conseguindo assim, elevar os índices de audiência do canal na capital federal. Com Neila no comando o telejornal do almoço alcançou de 9 a 12 pontos, ficando assim na vice-liderança isolada no horário, vencendo a Record e incomodando a primeira colocada. A aceitação do público à jornalista é muito grande, tanto em Brasília tanto em São Paulo, onde Neila deixou diversos fãs e admiradores de seu trabalho.
Em 16 de junho de 2021, Neila deixou o SBT por uma reformulação na emissora e em 07 de março de 2022, acertou com a RecordTV Brasília para apresentar o jornal local DF no Ar.

## Maconha Medicinal
Em 2016 o desembargador do Distrito Federal George Lopes Leite concedeu habeas corpus a favor da família de Neila para que pudessem cultivar a cannabis sativa (planta da maconha). A filha de Neila tem síndrome de Silver-Russell, que provoca convulsões diárias e espasmos dolorosos. Cada ampola de canabidiol importada custa cerca de 300 dólares. Neila e sua filha Júlia participaram de Salvo Conduto (2018). O documentário relata as histórias de cinco famílias que plantam maconha para uso medicinal.